# Johann Christoph Denner
Johann Christoph Denner, nemški glasbilar, * 13. avgust 1655, Leipzig, † 20. april 1707, Nürnberg.
Denner je bil slavni izdelovalec pihalnih glasbil v baroku. Pogosto mu pripisujejo iznajdbo klarineta. Rodil se je v družini uglaševalcev rogov. S samostojnim delom glasbilarja je pričel leta 1678. Tudi njegova sinova, Jacob in Johann David, sta postala izdelovalca instrumentov. Do današnjega dne naj bi se ohranilo najmanj 68 glasbil, ki jih je izdelal J. C. Denner.